# 卡莱马·莫特兰蒂

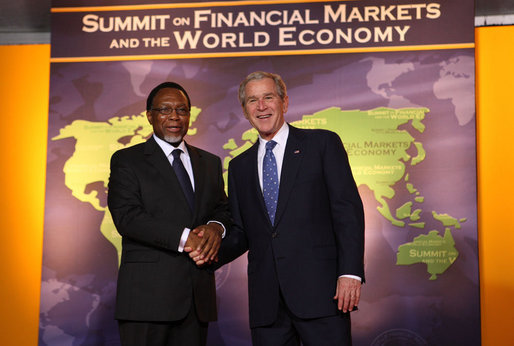
2008年11月15日，莫特蘭蒂在华盛顿哥伦比亚特区與美国总统喬治·沃克·布什会面。

卡莱马·彼得勒斯·莫特兰蒂（索托語： [ˈkxɑ.lɪ.mɑ mʊ.ˈtɬʼɑ.n.tʰɛ]，1949年7月19日—），南非政治人物、非洲人国民大会成员。

## 政治生涯
莫特兰蒂曾任非国大总书记（1997年－2007年）、非国大副领袖（2007年－2012年）、南非总统（2008年－2009年）以及南非副總統（2009年－2014年）等职。2008年9月21日，南非总统塔博·姆贝基因涉嫌对非国大领袖雅各布·祖马腐败案的审判进行干预而宣布辞职；9月25日，南非国民议会选举莫特兰蒂担任南非总统，直至2009年南非大选才选出新的总统。
2009年5月9日，南非国民议会选举雅各布·祖瑪出任總統後，他出任副總統。2012年非國大領袖選舉，他敗于祖馬。

## 外部連結
- Official profile at the presidency site
- "ANC Policy won't change"
- Who is Kgalema Motlanthe? （页面存档备份，存于）
- Kgalema Motlanthe at Who's Who Southern Africa
- Kgalema Petrus Motlanthe（页面存档备份，存于） at South African History Online

| 前任： 塔博·姆贝基 | 南非总统 2008年－2009年 | 繼任： 雅各布·祖瑪 |